# فهرس دليل خادم الويب

www.wikipedia.org ، فهرس ويكيبيديا ، موسوعة عبر الإنترنت متعددة اللغات. هنا الصفحة الرئيسية للموقع تقدم العديد من اللغات المختلفة.

- عندما يطلب عميل HTTP (مستعرض ويب بشكل عام ) عنوان URL يشير إلى بنية دليل بدلاً من صفحة ويب فعلية داخل الدليل ، فسيقوم خادم الويب عمومًا بتقديم صفحة افتراضية ، والتي يشار إليها غالبًا باسم رئيسي أو «فهرس» صفحة.
- اسم ملف شاسع لمثل هذه الصفحة هو index.html ، ولكن معظم خوادم HTTP الحديثة تقدم قائمة قابلة للتكوين بأسماء الملفات التي يمكن للخادم استخدامها كفهرس. إذا تم تكوين ملقم لدعم البرامج النصية من جانب الخادم ، فإن القائمة تتضمن عادة إدخالات السماح محتوى ديناميكي لاستخدامها صفحة الفهرس (على سبيل المثال index. php ، index. shtml ، index. jsp ، default. asp ) على الرغم من أنه قد يكون أكثر ملاءمة لتحديد إخراج HTML ( index.لغة توصيف النص الفائق.بي إتش بي أو index.لغة توصيف النص الفائق.aspx ) ، حيث لا ينبغي اعتبار ذلك أمرًا مفروغًا منه. مثال على ذلك هو خادم الويب الشهير مفتوح المصدر Apache ، حيث يتم التحكم في قائمة أسماء الملفات بواسطة DirectoryIndex [1] في ملف تكوين الخادم الرئيسي أو في ملف التكوين لهذا الدليل . من الممكن الاستغناء عن امتدادات الملفات على الإطلاق ، وأن تكون محايدًا لطرق تسليم المحتوى ، وتعيين الخادم لاختيار أفضل ملف تلقائيًا من خلال تفاوض المحتوى .

- إذا كان الخادم غير قادر على العثور على ملف بأي من الأسماء المدرجة في التكوين الخاص به ، فقد يقوم إما بإرجاع خطأ (بشكل عام 404 غير موجود ) أو إنشاء صفحة فهرس خاصة به تسرد الملفات الموجودة في الدليل. قد يُرجع أيضًا 403 قائمة فهرس محظورة . عادةً ما يكون هذا الخيار قابلاً للتكوين أيضًا.

## تاريخ
- تم دعم مخطط حيث يخدم خادم الويب ملفًا افتراضيًا على أساس كل دليل فرعي في وقت مبكر مثل NCSA HTTPd 0.3beta (22 أبريل 1993) ، [2] والذي يتم index.html في الدليل.[3] تم اعتماد هذا المخطط بعد ذلك بواسطة CERN HTTPd منذ 2.17 بيتا على الأقل (5 أبريل 1994) ، والذي يدعم بشكل افتراضي Welcome.html و welcome.html index.html نشأ عن NCSA.[4]

- تدعم خوادم الويب اللاحقة نظام الملفات الافتراضي هذا بشكل أو بآخر ؛ index.html للتهيئة ، حيث يكون index.html أحد أسماء الملفات الافتراضية.[5][6][7]

## التنفيذ
- في بعض الحالات ، يمكن أن تكون الصفحة الرئيسية لموقع ويب قائمة بخيارات اللغة للمواقع الكبيرة التي تستخدم الاستهداف الجغرافي . من الممكن أيضًا تجنب هذه الخطوة ، على سبيل المثال باستخدام تفاوض المحتوى .
- في الحالات التي لا يوجد فيها index.html داخل دليل معين ، قد يتم تكوين خادم الويب لتقديم قائمة تم إنشاؤها تلقائيًا بالملفات داخل الدليل بدلاً من ذلك. مع خادم الويب Apache ، على سبيل المثال ، يتم توفير هذا السلوك بواسطة الوحدة النمطية mod_autoindex [8] ويتم التحكم فيه من خلال التوجيهات Options +Indexes [9] في ملفات تكوين خادم الويب.

- استخدام أسماء نطاقات مختلفة و/أو حواسيب لفصل الملفات الكبيرة من الصغيرة والمتوسطة الحجم، والفكرة هي أن تكون قادرة تماما على تخزين الملفات الصغيرة والمتوسطة الحجم بكفاءة وذلك لتقديم خدمة كبيرة أو ضخمة (أكثر من 10—1000 ميغابايت) وذلك باستخدام إعدادات مختلفة.
- استخدام العديد من برامج خوادم الشبكة في حاسوب واحد، وكل واحد منها يتجه إلى بطاقة الشبكة الخاصة به و عنوان بروتوكول الإنترنت (IP address).
- استخدام العديد من حواسيب خوادم الشبكة والتي يتم تجميعها معا بحيث يتم التصرف بها والنظر إليها وكأنها خادم شبكة كبير (واحد).
- إضافة مزيد من الموارد المعدنية (ذاكرة الوصول العشوائي (RAM)، والأقراص) على كل حاسوب.
- ضبط نظام التشغيل للأجهزة وقدراتها واستخداماتها.
- استخدام العديد من برامج الحاسب الأكثر كفاءة لخوادم الشبكة، إلخ.
- استخدام الحلول الأخرى، خصوصا إذا كان المحتوى الديناميكي هو المعني.